# Provincia di Castrovirreyna
La provincia di Castrovirreyna è una provincia del Perù, situata nella regione di Huancavelica.

## Storia
Castrovirreyna - 21 giugno del 1825.
Sindaco (alcalde): Mario López Saldaña (2007-2010)

## Superficie e popolazione
- 3 984,62 km²
- 20 018 abitanti (inei2005)

## Province confinanti
Confina a nord con la provincia di Huancavelica; a sud con la provincia di Huaytará e con la provincia di Pisco; a est con la provincia di Huancavelica e con la provincia di Huaytará; e a ovest con la provincia di Chincha, con la provincia di Pisco e con la provincia di Yauyos.

## Geografia antropica

### Suddivisioni amministrative
È divisa in 13 distretti:
- Arma
- Aurahua
- Capillas
- Castrovirreyna
- Chupamarca
- Cocas
- Huachos
- Huamatambo
- Mollepampa
- San Juan
- Santa Ana
- Tantara
- Ticrapo